# Schlacht bei Amerongen
Die Schlacht bei Amerongen in der Provinz Utrecht fand am 23. Juni 1585 statt und war Teil des Achtzigjährigen Kriegs.

## Vorgeschichte
Im Jahr 1585 zog der Statthalter von Zutphen, Oberst Johann Baptista von Taxis, von Het Gooi über die Veluwe westwärts Richtung Holland mit der Absicht, den südlichen Teil der Utrecht einzunehmen. Die Truppe aus Söldnern und spanischen Soldaten verbreitete Angst und Schrecken unter der Bevölkerung, da sie auf dem Feldzug mordete, vergewaltigte, raubte und brandschatzte. Die Generalstaaten sahen die Gefahr für die großen Städte und gaben dem Statthalter von Gelderland und Overijssel, Graf Adolf von Neuenahr das Kommando, Taxis’ Absichten entgegenzuwirken. Unterstützt durch Martin Schenk von Nideggen, Joost de Soete und den Brüdern Oswald und Hermann von dem Bergh zog von Neuenahr mit einer Truppe aus Niederländern und drei Fähnlein deutscher Söldner Taxis entgegen. Am 23. Juni des Jahres 1585 stießen die beiden Armeen bei Amerongen aufeinander, und es kam zur Schlacht.

## Die Schlacht
Anfänglich schien es, als ob Adolf von Neuenahr triumphieren würde, denn Taxis’ Truppen wurden zurückgedrängt. Aber während des Gefechts liefen Oswald und Hermann von dem Bergh zum Feind über und fielen mit ihrer Kavallerie den Staatischen in den Rücken. Die bis dahin in Reserve gehaltene spanische Kavallerie wurde eingesetzt, und die Aufständischen gerieten zwischen zwei Fronten. Vor allem entlang des Deiches der Lek fand ein schreckliches Massaker an der Infanterie statt. Allein an staatischen Soldaten fielen an diesem Tag an die 1600 Mann. Der Rest mit der Kavallerie floh Richtung Wijk bij Duurstede und Amersfoort. Von Neuenahr und Schenk konnten entkommen, Marschall de Soete, Statthalter von Utrecht, geriet in spanische Gefangenschaft. Gegen Bezahlung eines hohen Lösegelds kam er Tage später wieder frei. Einige Tage nach der Schlacht kehrten Taxis’ Truppen zurück, bestatteten ihre eigenen Gefallenen und beraubten die toten staatischen Soldaten, ließen sie aber auf dem Schlachtfeld liegen.